# Klaus Waris

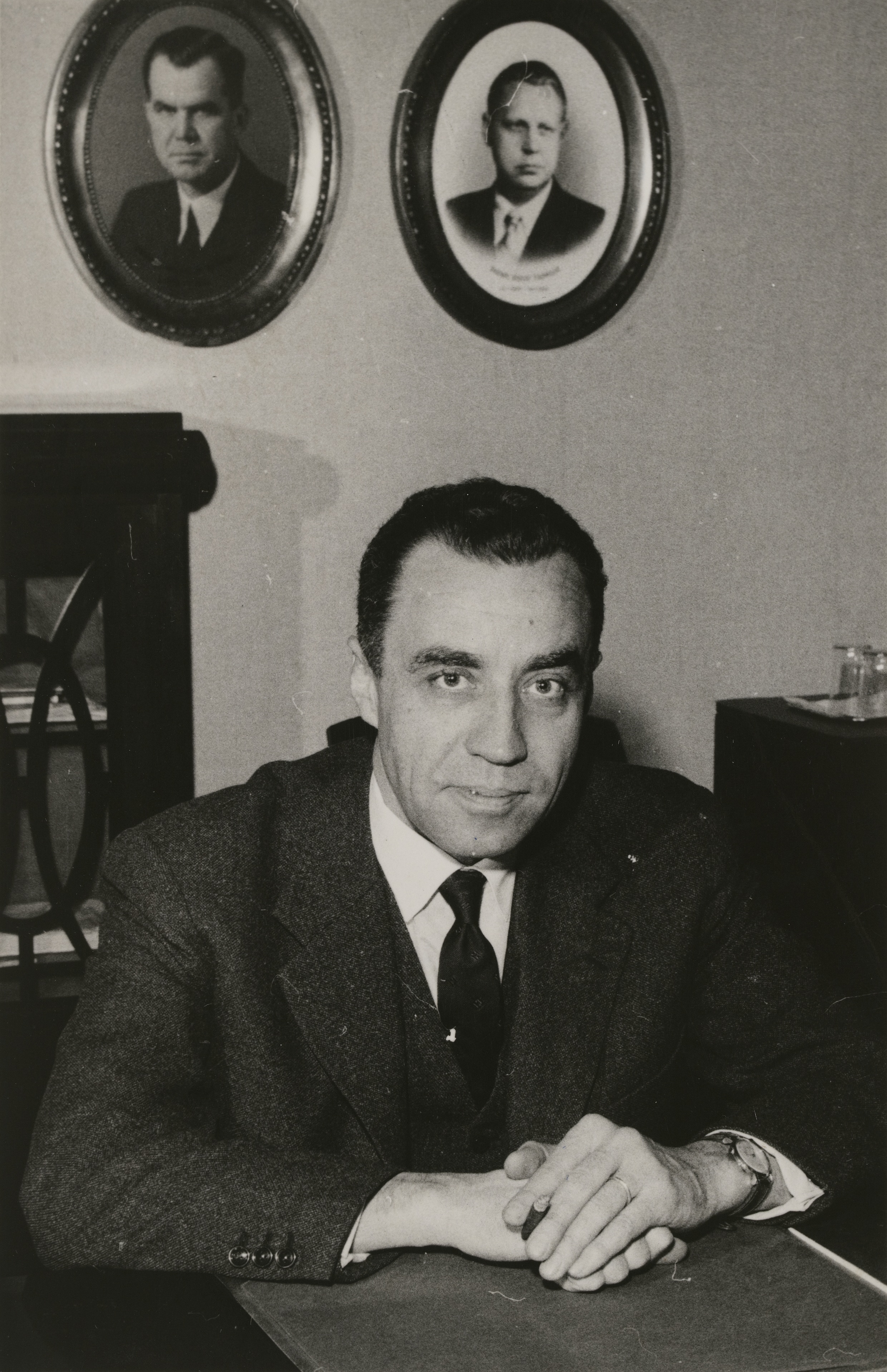
Klaus Waris.

Klaus Henrik Waris, född Warén 17 mars 1914 i Helsingfors, död där 18 december 1994, var en finländsk nationalekonom och professor.

## Biografi
Waris tog gymnasieexamen 1932 och en magisterexamen 1935 från Åbo universitet. Han tog sin doktorsexamen 1945 vid Helsingfors universitet på en avhandling om konsumentens inkomst, konsumtion och sparande. Waris arbetade på Finansdepartementet som avdelningschef 1946–49, och började då bland annat publicera kvartalsrapporter Trend. Dessa har senare blivit basverktyg för den ekonomiska politiken. Under 1949–52 arbetade Waris vid Tekniska högskolan som professor i nationalekonomi, och hade då även uppdrag som ledamot av styrelsen i 1950–51 för Nordiska föreningsbanken.
Under perioden 1952–57 var Waris medlem av styrelsen för Finlands Bank och under åren 1957–67 dess generaldirektör. Han inledde sin uppgift som generaldirektör, då flera devalveringar gjorts, med att försvara värdet på den finska marken under generalstrejken 1956. Men ännu en devalvering blev dock nödvändig 1961. Waris avgick från centralbanken 1967, men ansågs då ha varit framgångsrik. Devalveringarna underlättade exporten och utländska lån kunde användas för att utveckla den finska skogsindustrin och för att förbättra vägnätet. Arbetslösheten var låg under Waris’ tid i banken, förbättrad levnadsstandard kunde uppnås och Finland urbaniserades.
Efter bankkarriären var Waris kansler vid Helsingfors handelshögskola  1967–80 och fonden Sitras första ombudsman 1968–1972. Han tjänstgjorde bland annat också vid den Statens tekniska forskningscentral (VTT) och var ordförande för delegationen för åren 1973–82. Han verkade också länge i styrelserna för Nokia och Lojo (sedermera Metra) samt en del andra företag.
Han är begravd på Sandudds begravningsplats i Helsingfors.